# Idaea floridata
Idaea floridata là một loài bướm đêm trong họ Geometridae.